# The Walt Disney Company Canada
La société Walt Disney Company a été créée aux États-Unis en 1923 par Walt Disney mais la création d'une filiale au Canada date de 1966. La filiale de Disney pour cette région se nomme The Walt Disney Company (Canada) Ltd et possède des bureaux dans plusieurs villes du Canada avec un siège à Toronto. Elle dépend de Walt Disney International.

## Historique
Le 21 décembre 1937 a lieu la première de Blanche-Neige et les Sept Nains, premier long métrage animé. Son exploitation en salles aux États-Unis et au Canada a engendré à elle seule, à la fin de l'année 1938, 4,2 millions de dollars, 8 millions au total,. Au début des années 1940, les produits dérivés Walt Disney Entreprises gérés par Kay Kamen atteignent la barre des 100 millions d'USD de revenus par an avec 75 fabricants aux États-Unis, 45 au Royaume-Uni, 20 au Canada, 6 en France et 6 en Espagne et au Portugal,.
La société The Walt Disney Company (Canada) Ltd a été fondée en 1966
En 1995, un groupe d'investisseurs comprenant ESPN, Stephen Bronfman, Caisse de dépôt et placement du Québec, Reitmans, et des anciens directeurs achète la division média de Labatt qu'elle renomme NetStar Communication,.
Au début de 1999, CTV Speciality Television annonce une OPA amicale sur NetStar Communications, acceptée par les investisseurs et validée par le Conseil de la radiodiffusion et des télécommunications canadiennes, le 24 mars 2000. CTV rachète les 68,46 % de NetStar non détenus par ESPN, qui réduit sa participation de 31,54 % à 20 %. Le 7 septembre 2001, CTV lance la version canadienne d'ESPN Classic.
Le 19 avril 2005, Buena Vista Games, filiale de la Walt Disney Company, annonce à la fois l'achat du studio Avalanche Software basé à Salt Lake City et la création d'un studio à Vancouver, Propaganda Games.
Le 15 février 2007, Buena Vista International Television s'accocie au service de vidéo sur téléphone mobile Cinéma mobile de Bell Canada.
Le 10 janvier 2008, la société canadienne Cogeco signe un accord pour de la VOD avec Walt Disney Television et Disney-ABC International Television.
Le 30 mars 2010, la Société Radio-Canada annonce que Disney va occuper une partie des locaux de son siège de Toronto à la suite d'un contrat de 4 millions de $. Le 20 avril 2010, Pixar ouvre un studio à Vancouver de 20 000 pieds carrés (1 858 m2). Le 1er juin 2010, Astral Media annonce le lancement le 5 juillet de Playhouse Disney Canada en français,. Le 10 septembre 2010, Bell Canada achète le groupe CTVglobemedia dont la filiale CTV Speciality Telelvision est détenue à 20 % par ESPN et le renomme Bell Média.
Le 19 janvier 2011, Disney confirme la fermeture du studio Propaganda Games et le départ des 70 employés. Le 26 octobre 2011, Disney-ABC et Corus Entertainment annoncent le lancement au printemps 2012 d'ABC Spark, déclinaison canadienne d'ABC Family,.
En 2012, Industrial Light & Magic s'installe à Vancouver. La même année, la chaîne ABC Family a eu droit à une déclinaison canadienne nommée ABC Spark, gérée par le groupe Corus Entertainment sous licence de Walt Disney Television.
En 2013, ILM construit un nouveau studio de 30 000 pieds carrés (2 787 m2) à Gastown. Le 9 octobre 2013, Disney ferme le studio de Pixar à Vancouver au Canada, licenciant 100 personnes,. Le 28 novembre 2013, DHX Media achète  pour 170 millions d'USD, les chaînes canadiennes Family, Disney XD et Disney Junior à la suite de la fusion d'Astral Media et Bell Media.
Le 24 juillet 2014, le CRTC valide l'achat pour 170 millions d'USD des chaînes canadiennes Family, Disney Channel et Disney Junior détenues par Bell Media par DHX Media.
Le 16 avril 2015, Disney et Corus Entertainment annoncent un contrat en vue de la création d'une Disney Channel canadienne,,,. Le 24 septembre 2015, Corus lance le service Watch Disney au Canada associé à la chaîne Disney Channel.
En 2016, lors de la transformation d'ABC Family en Freeform, la version canadienne ABC Spark conserve son nom mais adopte adopte le style graphique et la ligne éditorial de la version américaine.
En 2017, un second studio d'ILM ouvre à Vancouver.
Le 12 novembre 2019, le service Disney+ est lancé au Canada, en même temps que les États-Unis

## Thématique

### Cinéma
- Pixar Animation Studios à Vancouver de 2010 à 2013[16]
- Walt Disney Animation Canada (1986-2004)
- Industrial Light & Magic possède plusieurs studios à Vancouver dont le premier en 2012[23] au 21 Water Street

### Télévision
- Buena Vista Television Distribution
  - Disney Junior (anglais) et Disney Junior (français)
  - Disney XD Canada
- Watch Disney
- Disney+
- ABC Spark
- ESPN Chaînes canadiennes via CTV Speciality Television (20 %), coentreprise avec Bell Media[19], grâce à une participation de 33 % dans NetStar Communications achetée en 1995[8]
  - TSN et TSN2 en langue anglaise
  - RDS, RDS2 et RDS Info au Québec
  - NHL Network : consortium de la LNH (58 %), CTV Speciality Television Inc. (21,42 %), Insight Sports Ltd. (20,58 %)
  - ESPN Classic Canada (2001)
- Family

#### National Geographic
National Geographic Canada est une chaîne spécialisée de catégorie B en langue anglaise appartenant à Corus Entertainment (64 %) (les parties restantes appartenant à National Geographic Partners lancée le 15 août 2001 par Alliance Atlantis et diffuse la programmation indépendamment de la version américaine. Canwest a acheté les parts de Alliance Atlantis en janvier 2008, qui ont été rachetées par Shaw Media en octobre 2010, puis réorganisées en avril 2016 chez Corus.
Une licence pour sa version en français a aussi été obtenue mais n'a jamais été lancée.

### Autres
- Propaganda Games, studio de jeu vidéo, basé à Vancouver de 2005 à 2011
- Disney Store avec une boutique phare à Montréal au pied de la tour Rue Sainte-Catherine (Montréal)